# ハラーマン・ストライフ症候群
ハラーマン・ストライフ症候群（Hallermann-Streiff syndrome 略称：HSS）は、身体と頭蓋の構造、そして毛髪の伸長に関係する疾患。別名として、ハラーマン・ストライフ・フランソワ症候群（Hallermann-Streiff-François syndrome）、フランソワ・デュスセファリック症候群など多数がある。これらはヴィルヘルム・ハーラマン（Wilhelm Hallermann）、エンリコ・ベルナルド・シュトライフ（Enrico Bernardo Streiff）、ジュール・フランソワ（Jules François）など研究に貢献した学者の名に因む。

## 症状
この症候群の患者は一般的に身長が平均より低い。症状にはこの他、顔面、足、生殖器における部分的脱毛が見られる。患者の多くはまた、歯牙の異常発達や局所的歯牙の発育、この他視力障害や眼球のサイズの異常が見られる。
この疾患の患者は全世界で200例報告されている。日本では30～50名程度の患者が存在すると推定される。
ハーラマン・ストライフ症候群の症状がプロジェリア症候群と一部似ているため誤解されやすい。

## 患者会
2009年8月　ハーラマン・ストライフ症候群　日本患者会『唯結』設立
ハーラマン・ストライフ症候群の患者組織が、ドイツに「シャッテンキンダー e.V.」本部を置いている。